# Operazione Valchiria 2 - L'alba del Quarto Reich
Operazione Valchiria 2 - L'alba del Quarto Reich (Beyond Valkyrie: Dawn of the 4th Reich) è un film del 2016 diretto da Claudio Fäh.

## Trama
L'operazione Valchiria ha come obiettivo di uccidere Adolf Hitler mentre un team speciale di alleati si prepara a rapire colui che prenderà il suo posto dopo la fine della seconda guerra mondiale, Adam von König. Purtroppo l'operazione Valchiria fallisce e quindi i piani di questa operazione cambiano. L'obiettivo ora diventa di impedire agli ufficiali nazisti di scappare in Sud America ed impedire la nascita del Quarto Reich.